# リヴィウ音楽院
ミコラ・リセンコ記念リヴィウ国立音楽院（みこら・りせんこきねんりう゛ぃうこくりつおんがくいん、英語: Lviv National Musical Academy named after Mykola Lysenko、公用語表記: Львівська національна музична академія імені Миколи Лисенка）は、ウクライナ・リヴィウ、ニジャンキフシキー通り5番地に本部を置くウクライナの音楽大学。1853年創立、1853年大学設置。大学の略称はリヴィウ音楽院。
ミコラ・リセンコ記念リヴィウ国立音楽院（Львівська національна музична академія імені Миколи Лисенка、リヴィウ音楽院、英語: Lviv National Musical Academy named after Mykola Lysenko）は、ウクライナのリヴィウにある音楽専門の高等教育機関。ウクライナ最古の音楽院であり、ヨーロッパでも有数の歴史を持つ。ウクライナの国家文化遺産として認められ、国内外で高い評価を受けている。ウクライナ教育科学省の管轄下にあり、2007年に国立の地位を獲得した。

## 歴史
リヴィウ音楽院の起源は、18世紀末の音楽団体に遡る。以下に主要な歴史的展開を記述する。

### 前史
1796年、ポーランドの作曲家で指揮者のユズーフ・エルスナー（後のフレデリック・ショパンの教師）がリヴィウに「音楽アカデミー」を設立し、演奏家を集めてコンサート活動を行った。この団体は1797年まで存続した。
1826年、フランツ・クサーヴァー・モーツァルト（ヴォルフガング・アマデウス・モーツァルトの息子）が聖チェチーリア協会（Cäcilienverein）を設立し、教会合唱団と歌唱研究所を運営。1826年12月5日、聖ユーラ大聖堂でモーツァルトの「レクイエム」を上演（指揮：カロル・リピンスキ）。この協会は1829年まで活動した。
1830年代には「音楽愛好家協会」（Verein der Musikfreunden）が非公式に存在し、1836年には100人以上のアマチュア音楽家が参加。1838年8月14日に公式な地位を獲得し、同年8月25日に「ガリツィア音楽協会」と命名された。この協会はガリツィアの音楽文化の発展を目指し、コンサートと教育活動を展開した。

### ガリツィア音楽協会音楽院（1853年-1939年）
1848年の砲撃でガリツィア音楽協会の建物が焼失し、図書館、楽器、档案が失われた。1851年、フランツ・ヨーゼフ1世皇帝がリヴィウを訪問し、協会再建に2,000金のライニシュを寄付。1852年12月3日、ガリツィア副総督ヴァツワフ・ザレスキーの命令で音楽院の設立が合法化された。1853年12月4日の総会でヨハン・ルックガバーが初代監督およびコンサート指揮者に選出され、1854年5月1日に歌唱、ヴァイオリン、チェロのクラスが開設された。
1858年から1887年まで、ショパンの弟子であるカロル・ミクリが協会を指導し、ピアノ、和声、作曲を教えた。生徒数は1858年に90人、1874年に267人、1885年に390人に増加。教育科目はピアノ、オルガン、ヴァイオリン、ヴィオラ、チェロ、コントラバス、フルート、クラリネット、ホルン、独唱、合唱、対位法、音楽形式、音楽理論、和声学を網羅。独自のオーケストラがクリストフ・ヴィリバルト・グリュックやモーツァルトの交響曲を演奏し、室内楽コンサートも開催された。
1906年、協会は現在のリヴィウ州立フィルハーモニーの建物となるコンサートホールを建設し、1910年に奉献。戦後、このホールは音楽院が使用し、1962年にニジャンキフシキー通り5番地に移転するまでフィルハーモニーが賃借した。
1919年のウクライナ・ポーランド戦争後、協会は「ポーランド音楽協会」と呼ばれ、1939年4月14日に正式改称。1920年代以降、財政難により1923年にコンサートホールを映画館「アポロ」に賃貸。政府支援が減少し、運営は市民の寄付に依存した。

### ミコラ・リセンコ高等音楽研究所（1903年-1939年）
1891年、アナトール・ヴァフニャニンがウクライナの国民的音楽を育成するボヤン合唱協会を設立。東ガリツィアの都市（プシェムィシル、ベレジャヌィ、ストルィイ、コロムィーヤ、スタニスラヴィウ、チェルトクィウ、チェルニウツィー）に支部を展開した。
1903年2月1日、「合唱・音楽協会連合」の規約が承認され、同年10月10日にミコラ・リセンコ高等音楽研究所が開校。1907年4月21日、連合は「ミコラ・リセンコ音楽協会」に改称。研究所の名称に作曲家ミコラ・リセンコの名が付いた公式文書は未発見だが、1912年12月5日の新聞「ディーロ」に初言及。
1909年、I.トゥルケヴィチの指導でサロンオーケストラが組織された。1910-1911年に教育課程を3コース（各3年）に改革。1911年にヴィオラ、ピアノアンサンブル、アンサンブル演奏のクラス、1913年に合唱、リズム体操、管楽器（クラリネット、フルート）のクラスを開設。1913年12月に交響楽団の結成を決定。1913年から東ガリツィアの都市に支部を設立し、1930年には440人、1932年には552人、1937年には600人の生徒が在籍。1927-1929年に全支部で統一カリキュラムを導入した。

### 統合と現代（1939年以降）
1939年、ソビエト政権による再編でガリツィア音楽協会音楽院、カロル・シマノフスキ音楽院、ミコラ・リセンコ高等音楽研究所が統合され、ミコラ・リセンコ記念リヴィウ州立音楽院が設立。1944年にリセンコの名が正式に付与され、1992年に高等音楽研究所、2000年に州立音楽アカデミー、2007年に国立音楽アカデミーに昇格した。

## 名称の変遷
- 1854年：音楽院
- 1880年：リヴィウのガリツィア音楽協会音楽院
- 1903年：ミコラ・リセンコ記念高等音楽研究所
- 1939年：ミコラ・リセンコ記念リヴィウ州立音楽院
- 1992年：ミコラ・リセンコ記念リヴィウ州立高等音楽研究所
- 2000年：ミコラ・リセンコ記念リヴィウ州立音楽アカデミー
- 2007年：ミコラ・リセンコ記念リヴィウ国立音楽アカデミー

## 建物
音楽院は、1907-1909年に建築家タデイ・オビミンスキ（イヴァン・レヴィンシキーの建築事務所）が設計した旧技術研究所の建物を活用。モダニズム様式で建てられたこの3階建てのレンガ造りビルは、複雑な非対称プランを持ち、街角の曲線に沿った2つのファサードが特徴。外壁は漆喰で覆われ、垂直な分割が強調され、1階と地下階は粗い石積みで装飾。上階の窓上にはセラミックタイルの装飾があり、屋根には鍛冶屋と大工を象徴するコンクリート彫刻が設置されている。内部は廊下と教室のシステムで構成され、講堂はピラスターとポリクロミーで飾られ、階段にはモダニズム様式のステンドグラスが残る。

## 構成
音楽院は以下の学部で構成される：
- ピアノ学部
- オーケストラ学部：ヴァイオリン、弦楽器（ヴィオラ、チェロ、コントラバス、ハープ）、管楽器（木管、金属）、打楽器、民族楽器
- 指揮学部：合唱指揮、オペラ・交響楽指揮
- 声楽学部
- 音楽理論・作曲学部：音楽学、作曲

施設には図書館、オペラスタジオ、音楽民族学問題研究所が含まれる。

## 著名な人物

### 歴代学長
- ガリツィア音楽協会音楽院：
  - ヨハン・ルックガバー（1853-1856年）
  - トラウゴット・ゴルドン（1856-1858年）
  - カロル・ミクリ（1858-1887年）
  - ルドルフ・シュヴァルツ（1887-1899年）
  - メチスラフ・ソルティス（1899-1929年）
  - アダム・ソルティス（1929-1939年）
- シマノフスキ音楽院：
  - アンナ・ニェメントフスカ（1902-1939年）
- ミコラ・リセンコ高等音楽研究所：
  - アナトール・ヴァフニャニン（1903-1908年）
  - オレナ・ヤセニツカ＝ヴォロシン（1908-1910年）
  - スタニスラフ・リュドケヴィチ（1910-1915年）
  - ヴァシル・バルヴィンシキー（1915-1939年）
- リヴィウ州立音楽院以降：
  - ヴァシル・バルヴィンシキー（1939-1948年）
  - セルヒー・パヴリュチェンコ（1948-1953年）
  - ムィコラ・コレッサ（1953-1965年）
  - ゼノン・ダシャク（1965-1991年）
  - マリヤ・クルシェルニツカ（1991-1999年）
  - イーホル・プィラチュク（1999年-現在）

### 著名な教員
- ハヂェラ・アヴィヅバ：アブハジア初のプロピアニスト
- アレクサンダー・アイデルマン
- ヴォロディミル・フリシュ：合唱作曲家
- アレクサンダー・コザレンコ
- ヴィレーム・クルツ
- スタニスラフ・リュドケヴィチ
- ステファニア・パブリシン
- ムィコラ・コレッサ
- フィラレト・コレッサ
- ネストル・ニジャンキフシキー
- ボリス・クドルィク
- ロマン・サヴィツキー
- ステファニア・トゥルケヴィチ＝ルキヤノヴィチ
- オダルカ・バンドリフシカ
- ズィノヴィー・リスコ

### 著名な卒業生
- マルツェラ・ゼンブリヒ（1858-1935年、ソプラノ）
- モーリツ・ローゼンタール（1862-1946年、ピアニスト）
- ソロミヤ・クルシェルニツカ（1872-1952年、ソプラノ）
- ベルタ・カリチ（1874-1939年、女優）
- ラウル・コチャルスキ（1884-1948年、ピアニスト）
- ヴァシル・バルヴィンシキー（1888-1963年、作曲家）
- ヨセフ・ムンクリンガー（1888-1954年、チェコのバス歌手）
- エドゥアルト・シュトイアーマン（1892-1964年、ピアニスト）
- ステファン・アスケナーゼ（1896-1985年、ピアニスト）
- イレナ・トゥルケヴィチ＝マルティネツ（1899-1983年、ソプラノ）
- ローマン・パレスター（英語版）（1907-1989年、ポーランドの作曲家）
- ヴァルター・V・ボズィク（1908-1991年、バンドゥーラ奏者）
- ヨセフ・ビール（1908-1987年、オペレッタ作曲家）
- ヴォロディミル・イヴァシューク（1949-1979年、作曲家）
- イーホル・マツィイェフシキー（1941年、教育学者）
- オクサナ・ビロジル（1957年、ポップシンガー・政治家）
- ロマン・ヤクブ（1958年、アメリカの電子音楽作曲家）
- タラス・チュベイ（1970年、ポップシンガー）
- ルスラナ（1973年、ポップシンガー、ユーロビジョン・ソング・コンテスト優勝者）
- ボフダナ・フロリャク（1968年、作曲家）
- ハンナ・ハヴリレツ（1958年、作曲家）
- リュドミラ・ヤロシェフシカ（1906-1975年、作曲家）
- 周深（1992年、中国のポップシンガー）
- ナタリヤ・パシチニク
- ズフィア・リッサ
- デニス・シチンシキー
- ユゼフ・コフレル
- ムィロスラフ・スコリク
- イェウヘン・スタンコヴィチ
- ステファン・トゥルチャク
- ヴァシル・スリパク

## ギャラリー

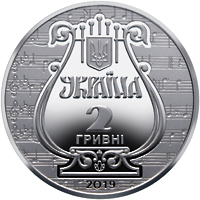
記念コイン（表）
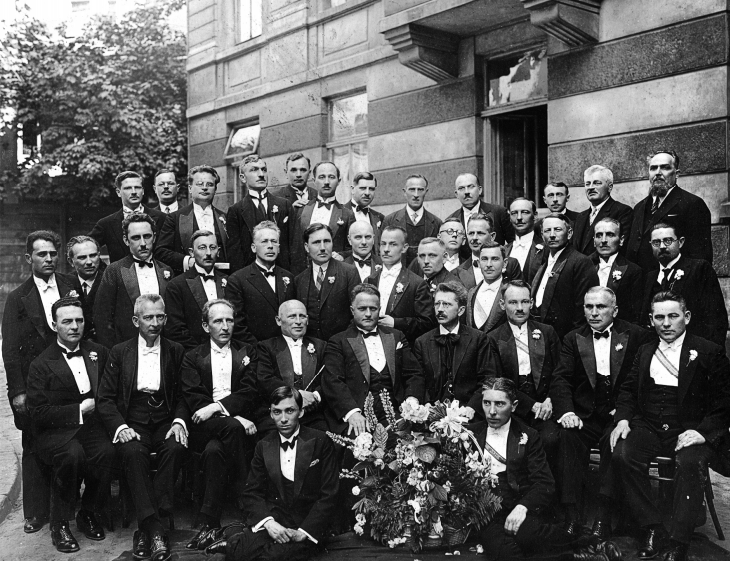
バンデュリスト合唱団（1930年）